# Jungleboek (televisieprogramma)
Jungleboek is een Vlaamse jeugdserie, die in 1993 werd uitgezonden op de commerciële televisiezender VTM. De serie was een televisie-bewerking van de gelijknamige musical, gebracht door het NTGent en gebaseerd op de roman Het jungleboek van Rudyard Kipling.
De musical werd geschreven door Jan De Vuyst (scenario) en Lieven Coppieters (muziek), geregisseerd door Dirk Tanghe en in het seizoen 1990-91 en 1991-92 opgevoerd door het NTGent. De Vuyst en Coppieters schreven hierna ook de 14-delige televisie-serie uit, die werd geregisseerd door Mark Willems en Christian Vervaet. De opnames gebeurden in het Gentse Tolhuis.
Aan het begin van elke aflevering bracht acteur Nolle Versyp een samenvatting van de voorgaande afleveringen. Een groot aantal van de liederen werden in 1993 uitgebracht op cd op het label EVA. In 1993 verscheen bij Standaard Uitgeverij ook het boek Jungleboek, of Het verhaal van Mowgli van Jan De Vuyst, met portretten van de personages uit de serie, getekend door Randall Casaer.

## Cast
- Dieter Claeys en Bert Cosemans: Mowgli
- Chris Boni: Tabaqui de jakhals, Mataji
- Nolle Versyp, Baloo de Beer, Amoraq de leeuw, verteller
- Mark Willems: Shere Khan de tijger
- Karin Tanghe: Raksha de wolvin, gier
- Geert Willems: Krokje de krokodil
- Eddy Spruyt: Bagheera de panter, Chucundra
- Nele Van Den Abeele en Brenda Bertin: Messoea
- Ernst Van Looy: koning Kotoeko
- Roger Bolders: Akela
- Eric Van Herreweghe: Bamboe
- Cyriel Van Gent: Kwatta
- Christel Domen: Coco
- Zef De Meyere en Bas Heerkens: Buldeo
- Margot Neyskens: Pitoe
- Karen De Visscher: Kaa de slang, gier
- Martine Werbrouck: gier
- Kirsten Van Den Abeele: Toomai
- Tim Van Hoecke: Janaki
- Bob De Moor: Sadu